# ファールデ
ファールデ (ドイツ語: Vahlde) は、ドイツ連邦共和国ニーダーザクセン州のローテンブルク（ヴュンメ）郡に属す町村（以下、本項では便宜上「町」と記述する）で、ザムトゲマインデ・フィンテルを形成する自治体の一つである。

## 地理
町内をフィンタウ川が流れている。首邑であるファールデの他にベンケローエとリーペの集落がこの町に属している。この町は基本的に農業の町であり、魅力的な風景の中に位置している。

## 歴史
ファールデの最初の記録は、1180年のフェルデン司教の文書中に「Valentlo」という名でなされている。

### 町村合併
ファールデは1970年に他の4つの市町村とともにザムトゲマインデ・フィンテルを設立した。

## 行政

### 議会
この町の町議会は、9議席からなる。

## 引用
1. ↑  Landesamt für Statistik Niedersachsen, LSN-Online Regionaldatenbank, Tabelle A100001G: Fortschreibung des Bevölkerungsstandes, Stand 31. Dezember 2023